# Sospites (Star Trek: La nova generació)
"Sospites" (títol original en anglès "Suspicions") és el 22è episodi de la sisena temporada de la sèrie de televisió de ciència-ficció estatunidenca Star Trek: La nova generació, i el 148è de tota la sèrie. Es va emetre originalment el 9 de maig de 1993 en redifusió als Estats Units. El guió fou escrit per Joe Menosky i Naren Shankar i dirigit per Cliff Bole.
Ambientada al segle XXIV, la sèrie segueix les aventures de la tripulació de la nau de la Flota Estel·lar de la Federació Enterprise-D sota el comandament del capità Jean-Luc Picard. En aquest episodi, rellevada del seu càrrec i davant d'un consell de guerra, la Dra. Beverly Crusher (Gates McFadden) explica el seu suport a un científic ferengi (Peter Slutsker) i els problemes que van sorgir d'una prova aplicada de la seva teoria.

## Argument
Guinan (Whoopi Goldberg) visita la Dra. Beverly Crusher (Gates McFadden) a les seves estances, queixant-se de "colze de tennista". La Crusher  lidóna la notícia que ja no és doctora a l'Enterprise i que s'enfrontarà a un consell de guerra. Li explica a la Guinan tota la història.
Un científic ferengi, el Dr. Reyga (Peter Slutsker), ha creat una tècnica d'escut metafàsic, però la discriminació racial i els seus mètodes poc ortodoxos han fet que  la majoria dels científics del camp ignorin la seva feina. La Dra. Crusher decideix fer el paper de "diplomàtic científic" i convidar altres científics versats en el camp a venir a l'Enterprise i veure una demostració del prototip de la doctora. Com que tots són escèptics, decideixen que algú que no sigui el ferengi hauria de pilotar la llançadora equipada amb el blindatge. Jo'Bril (James Horan), un takaran, s'ofereix voluntari.
Al vol de prova, tots observen des del pont com Jo'Bril entra a l'estrella. Tot sembla anar segons el previst fins que de sobte Jo'Bril es queda sense alè i amb prou feines pilota la llançadora fora de l'estrella abans de morir. Tothom considera Reyga un fracàs, però no pot acceptar que alguna cosa hagi anat malament. Ningú pot trobar cap problema amb la llançadora. A més, la Dra. Crusher no pot determinar la causa de la mort de Jo'Bril. De fet, no pot entendre la seva fisiologia en absolut, sobretot per què les seves cèl·lules semblen estar descomponent-se a un ritme tan lent. Tanmateix, el consideren mort. Reyga suplica als altres científics que li permetin una segona prova. La Dra. Crusher s'hi nega de mala gana, però sembla decidida a demostrar el seu valor. Unes hores més tard, el troben mort a causa d'una descàrrega de plasma. El tinent cap de seguretat Worf (Michael Dorn) ho considera un suïcidi, però Crusher sap intuïtivament que no va ser ni un suïcidi ni un accident.
La Dra. Crusher comenta com d'inusual sembla això amb el capità Jean-Luc Picard (Patrick Stewart). Està decidida a realitzar una autòpsia, però el capità l'informa que està fora de qüestió, ja que la família insisteix que el cos no sigui profanat abans de poder realitzar el ritual de mort ferengi. Frustrada, la Dra. Crusher decideix dur a terme una investigació. S'enfronta a Christopher (John S. Ragin) i T'Pan (Joan Stuart Morris), i Christopher s'enfureix. Finalment, menciona que Kurak (Tricia O'Neil) i Reyga van tenir una discussió acalorada. La Dra. Crusher s'enfronta al científic klíngon, per al seu propi perill. Quan determina que Kurak tampoc va assassinar Reyga, es troba perplexa i la seva confiança vacil·la. Sabent que desobeirà una ordre directa, realitza una autòpsia a Reyga i no troba res. Ho informa a Picard, que es veu obligat a rellevar-la del seu deure.
En el present, Guinan l'anima a continuar la seva investigació, ja que no té res a perdre. El comandant William Riker (Jonathan Frakes) l'adverteix que no faci res "ximple". Malgrat això, Crusher porta la llançadora del Dr. Reyga a l'estrella ella mateixa. Picard l'insta a tornar, però sense èxit. A la llançadora, Crusher descobreix que els escuts funcionen just quan Jo'Bril emergeix amb vida. Revela que la seva espècie pot fingir la mort. També va planejar fingir la destrucció de la llançadora i portar-la de tornada al seu món natal. Planejava treure profit del nou blindatge, convertint-lo en una arma. Jo'Bril ataca Crusher, però ella contraataca i es veu obligada a vaporitzar-lo completament.
Torna a la nau, alleujada d'haver vindicat Reyga, i sense por de cap consell de guerra, replica una raqueta de tennis per a Guinan, així que mai més no es tornaria a fer el colze de tenista, però Guinan admet que mai ha jugat a tennis; simplement intentava esbrinar què li passava a Crusher.

## Repartiment i doblatge al català
La sèrie va ser doblada al català pels estudis Tramontana (primera part) i Soundtrack (segona part) i emesa a TV3 l’any 1991. Els dobladors de l'episodi foren:
| Personatge      | Actor/actriu       | Veu en català            |
| --------------- | ------------------ | ------------------------ |
| Jean-Luc Picard | Patrick Stewart    | Joan Crosas              |
| William Riker   | Jonathan Frakes    | Antoni Forteza           |
| Data            | Brent Spiner       | Joaquim Sota             |
| Geordi La Forge | LeVar Burton       | Aleix Estadella          |
| Worf            | Michael Dorn       | Enric Arquimbau          |
| Beverly Crusher | Gates McFadden     | Aurora Garcia            |
| Deanna Troi     | Marina Sirtis      | Alicia Laorden           |
| Guinan          | Whoopi Goldberg    | Montserrat García Sagués |
| Alyssa Ogawa    | Patti Yasutake     | Maria Josep Guasch       |
| Kurak           | Tricia O'Neil      | Teresa Manresa           |
| Dr Reyga        | Peter Marx         | Jordi Vilaseca           |
| Jo'Bril         | James Horan        | Francesc Figuerola       |
| Christopher     | John S. Raguin     | Ramon Puig               |
| T'Pan           | Joan Stuart Morris | Maria Jesús Lleonart     |

## Producció
La història es va revisar a fons diverses vegades. L'esborrany original s'havia de centrar en Worf i l'episodi havia de contenir molts elements d'un típic film noir. Finalment, Beverly Crusher va ser escollida com a personatge principal perquè l'equip de producció va considerar que havia estat una mica descuidada fins aquell moment i que s'havia donat massa importància a Worf. L'esborrany original també demanava que el final de l'episodi revelés que el teixit espacial està sent danyat pel motor de curvatura. Tanmateix, aquest aspecte es va eliminar completament i, en canvi, es va explicar com una història independent a l'episodi novè de la setena temporada (La força de la Natura).
D'altra banda, l'Escut Metafàsic va ser revisitat en diversos episodis posteriors de Star Trek. A l'episodi de final de temporada Atac, lEnterprise n'està equipat. A l'episodi dotzè de la segona temporada (Resistència) de Star Trek: Voyager, un complex penitenciari té un escut metafàsic. A la tercera temporada de Star Trek: Picard, ambientada l'any 2401, les noves naus espacials de classe Constitution III estan equipades amb escuts metafàsics de sèrie.

## Recepció
El 2011, The A.V. Club va donar a aquest episodi una "B−", i el va assenyalar com un episodi centrat en Beverly Crusher.
Keith DeCandido el va qualificar a "tor.com" el 2012 com un episodi força dolent de "Star Trek: La Nova Generació" en què res no té sentit. La selecció de la Dra Crusher com a "diplomàtic científic", ja li semblava qüestionable, ja que aquest paper li hauria quedat molt millor a Data. Com que Reyga ja ha desenvolupat un prototip del seu escut, que només cal provar, no queda clar quin paper específic jugaran els altres científics. Si suposadament el seu escut va fallar mentre volava a través de la corona solar, el transbordador s'hauria d'haver cremat. La identificació de Jo'Bril per part de Crusher com l'assassí de Reyga la reivindica, tot i que no compensa realment la seva autòpsia no autoritzada.
El llibre Star Trek FAQ 2.0 (Unofficial and Unauthorized): Everything Left to Know About the Next Generation, the Movies and Beyond (2013) va dir que aquest era una "investigació policial creïble", i una mostra per a Gates McFadden com a Doctora Crusher.

## Llançaments
L'episodi es va publicar com a part de la caixa de la sisena temporada de "Star Trek: La nova generació" DVD als Estats Units el 3 de desembre de 2002. Una versió remasteritzada en HD es va publicar en disc òptic Blu-ray el 24 de juny de 2014, amb àudio DTS-HD MA 7.1.
El 3 de novembre de 1999 es va publicar en LaserDisc als Estats Units, juntament amb "Estat d'ànim" en un disc de doble cara de 12 polzades. Els dos episodis junts tenien una durada de 93 minuts i una pista d'àudio Dolby surround..